# Hodge (mèo)

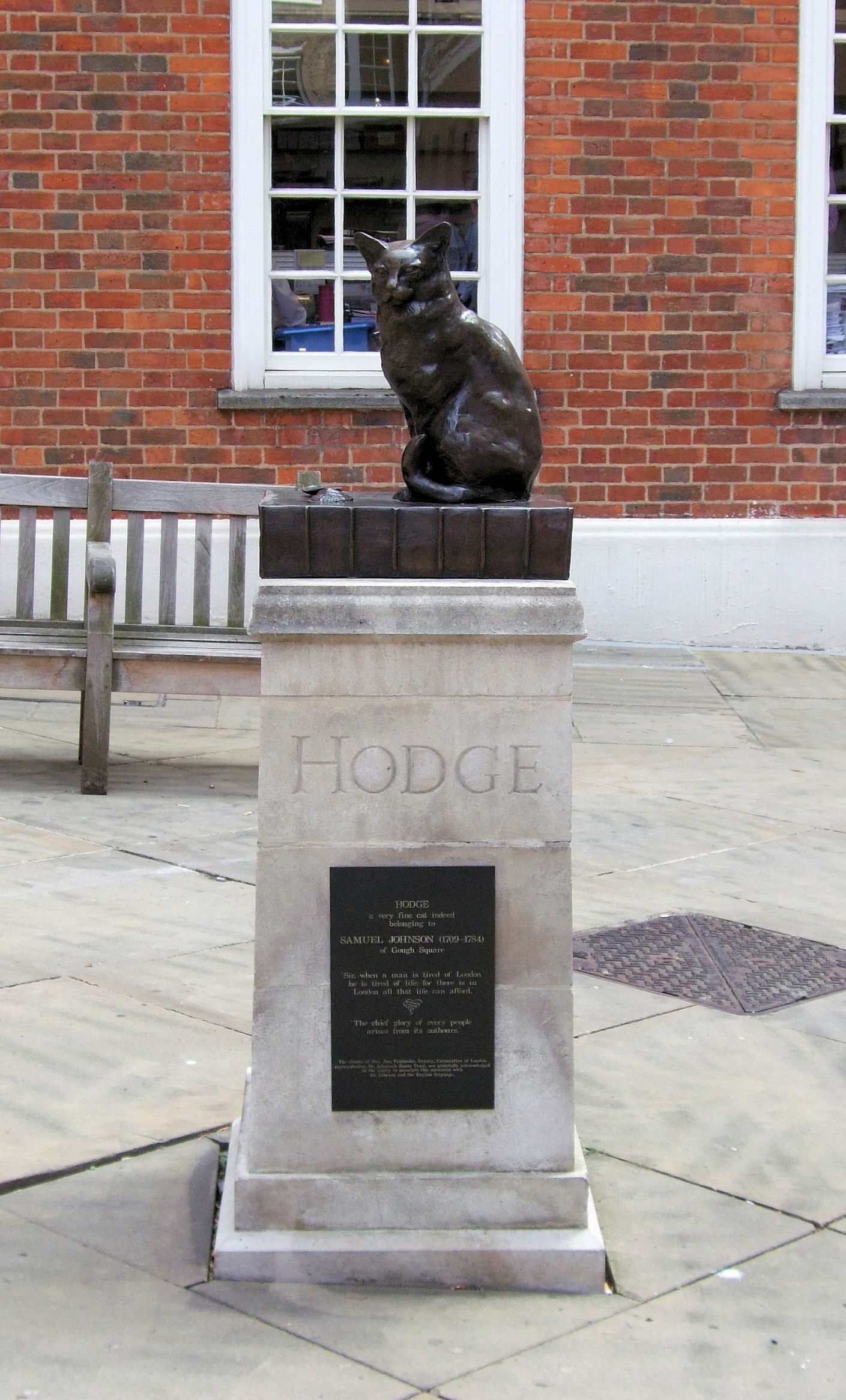
Tượng Hodge đặt tại khoảng sân nhà của chủ nó, ông Johnson, 17 Gough Square, London

Mèo Hodge là một trong những con mèo của Samuel Johnson, trở nên bất tử trong một đoạn văn đặc sắc trong Cuộc đời của Johnson của James Boswell.
Mặc dù có rất ít thông tin về Hodge, chẳng hạn như cuộc sống của nó, cái chết của nó hoặc bất kỳ thông tin nào khác, những gì được biết là sự yêu thích của Johnson đối với con mèo của ông, đã tách Johnson khỏi những quan điểm của những người khác trong thế kỷ thứ mười tám.

## Đời sống
Hầu hết các thông tin về Hodge đến từ ghi chép của Boswell. Chính trong đoạn văn này, Johnson được tuyên bố là có tình cảm với động vật nói chung, hoặc ít nhất là những người mà ông nuôi.
Johnson đã mua hàu cho con mèo của mình. Ở Anh hiện đại, hàu là một loại thực phẩm đắt tiền dành cho những người giàu có, nhưng vào thế kỷ 18, hàu rất phong phú quanh bờ biển nước Anh và rẻ đến mức chúng là thức ăn chủ yếu của người nghèo. Johnson đã từ chối nhờ cho Francis Barber để mua thức ăn của Hodge, vì sợ rằng nó sẽ bị coi là việc làm hạ thấp giá trị đối với người hầu của mình, vì vậy ông đích thân mua thức ăn cho Hodge.
Boswell cũng lưu ý cách Johnson ra ngoài mua cây nữ lang để giảm bớt đau khổ của Hodge khi cái chết đến gần. Mặc dù Hodge không phải là con mèo duy nhất của Johnson, nhưng mèo Hodge là con vật mà ông yêu thích. Hodge đã được nhớ đến dưới nhiều hình thức khác nhau, từ đề cập tiểu sử trong cuộc đời của Johnson đến những bài thơ viết về con mèo. Về cái chết của mình, cuộc đời của Hodge đã trở nên nổi tiếng vì cuốn An Elegy on The Death of Dr Johnson's Favorite Cat của Percival Stockdale (xuất bản năm 1778). Trong bài thơ này, cụm từ "sable furr" chỉ ra rằng Hodge là một con mèo đen; Ngoài ra, việc Stockdale là hàng xóm của Johnson từ năm 1769 trở đi cho thấy Hodge còn sống vào thời điểm đó.
Ngày nay, Hodge được nhớ đến bởi một bức tượng bằng đồng, được khánh thành bởi Thị trưởng thành phố Luân Đôn vào năm 1997, bên ngoài ngôi nhà ở Quảng trường Gough, ông đã chia sẻ với Johnson và Barber, pháp sư và người thừa kế đen của Johnson.